# Eric Ericson
Eric Gustaf Ericson (født 26. oktober 1918 i Borås, død 16. februar 2013 i Stockholm) var en svensk korleder og dirigent.

## Liv
Eric Ericson er opvokset i Visby på Gotland. Faren var sognepræst, og Eric begyndte tidligt med orgel- og kormusik. 13 år gammel begyndte han med sit første kor, som han opførte musik sammen med under gudstjenesterne. Han studerede kirkemusik og korledelse ved Kungliga Musikaliska Akademien i Stockholm og Schola Cantorum Basiliensis. Han etablerede Stockholms Kammarkör i 1945; koret ændrede navn til Eric Ericsons Kammarkör i 1988. I 1949 blev han kantor ved Jacobskirken i Stockholm, en stilling han havde frem til 1974. Fra 1951 til 1982 ledte han Radiokören, der blev verdenskendt for sine fremføringer af samtidsmusik for kor. Fra 1951 til 1991 ledte han Orphei Drängar i Uppsala. Han havde den musikalske ledelse under Ingmar Bergmans filmatisering af Tryllefløjten. Fra 1952 til 1991 underviste han som professor i korledelse ved musikhøjskolen i Stockholm.
Efter Ericson gik på pension i 1983 fortsatte han sin internationale karriere som gæstedirigent ved flere betydelige kor, blandt andet det nederlandske kammerkor, Groupe Vocale de France, BBC Singers, RIAS Kammerchor, ensemblet Accentus i og Chor der Wiener Staatsoper. Ericson døde den 16. februar 2013 i en alder af 94 år.

## Elever
Til Ericsons elever hører:
- Per Borin, dirigent
- Anders Eby, dirigent
- Wolfram Goertz, journalist, musiker og musikkviter
- Volkher Häusler, dirigent og korleder
- Johanna Irmscher, kirkemusiker og professor
- Gerhard Jenemann, dirigent
- Eberhard Metternich, kirke- og skolemusiker, sanger, domkapelmester og professor
- Peter Reulein, komponist og kirkemusiker
- Morten Schuldt-Jensen, dirigent og professor
- Cornelius Trantow, korleder og højskolelærer

## Udmærkelser
- 1983: Æresdoktorat ved Uppsala Universitet
- 1991: Léonie Sonnings Musikpris
- 1995: Nordisk Råds Musikpris
- 1996: Æresdoktorat ved University of Alberta i Canada
- 1997: Polarpriset
- 2002: Preis der Europäischen Kirchenmusik